# 桐野利秋
桐野利秋（日语：／ Kirino Toshiaki，1838年—1877年9月24日），薩摩藩士，幕末四大人斬之一。同時也是明治初期的軍人。諱利秋。通稱半次郎。

## 經歷

### 出身・城下士
天保9年（1838年）12月出生，為鹿兒島郡吉野村字實方的城下士中村與右衛門（桐野兼秋）的第三子。有5個兄弟姐妹。
10歳時、父親被判處流放到徳之島的罪、家祿五石被沒收、讓他以後幫助哥哥，然後18歳時，哥哥病死，於是只好以小作和開墾畑田來支撐家計。而在年輕時代時，石見半兵衛向他提出決鬥並且遭他斥責、但卻從此與石見所屬的上之園方限（ほうぎり）的鄉中之士來往結交。因此在這個鄉中裡、多有像是成為寺田屋事件的鎮撫使奈良原繁和抵抗至死的弟子丸龍助等精忠之士。

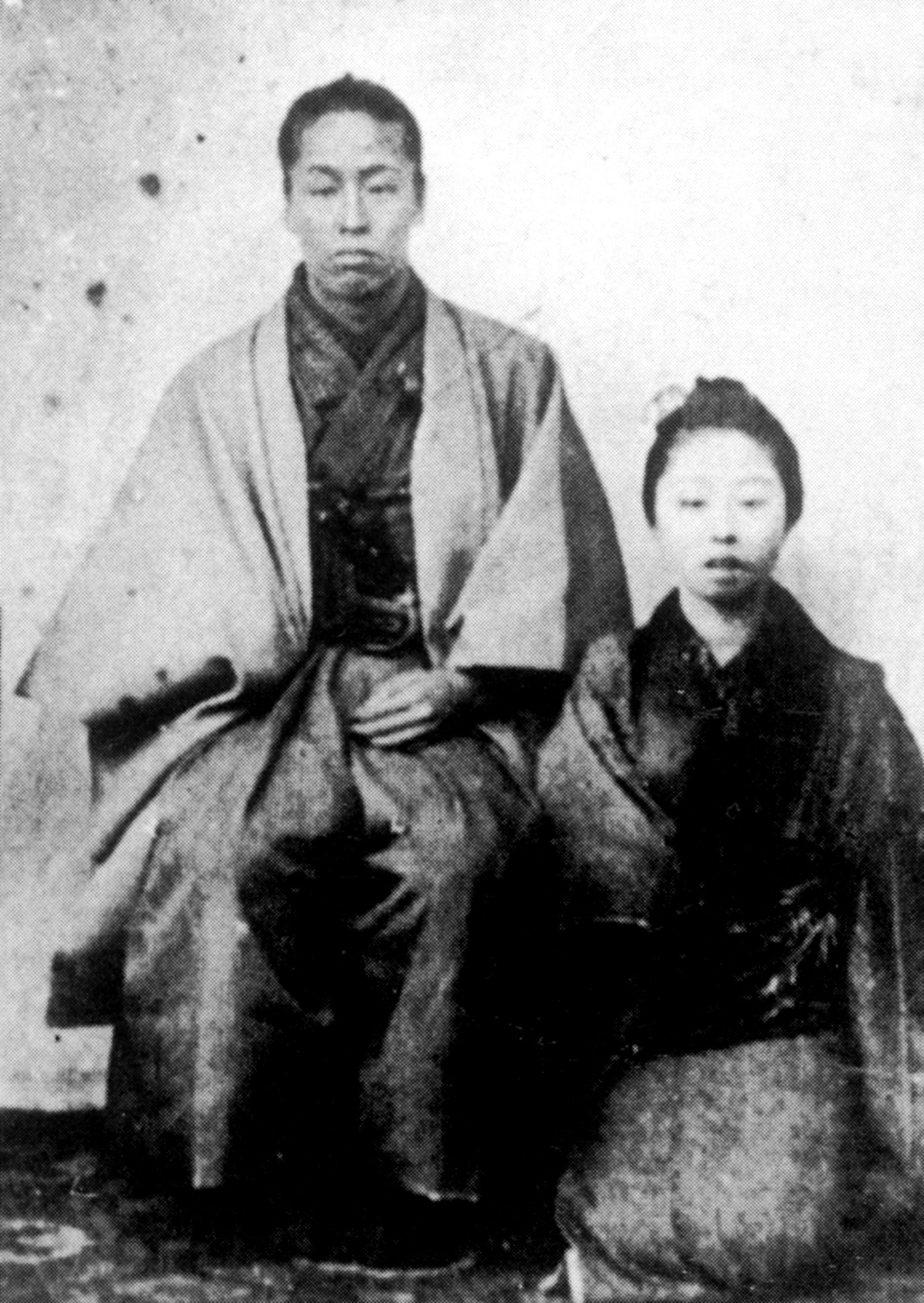
中村半次郎時代的照片，旁邊的女性為中村半次郎的戀人·京都四条「村田煙管店」老闆的女兒村田佐藤

### 幕末
文久二年（1862年）、桐野跟隨島津久光上京。並且與尹宮依附（朝彥親王）擔任守衛列藩工作的諸国志士們有所來往、之後他受到家老・小松帶刀等藩的重臣重用。
元治元年（1864年）4月16日、在土佐的山本賴藏的『洛陽日記』所寫「當日石清（中岡慎太郎的變名、石川清之助的簡稱）、與薩摩的肝付十郎、中村半二郎相逢並且互相問答。這兩人都有相當的正義感」、6月14日、在給大久保利通的西鄉隆盛書信中、「中村半次郎加入暴客（尊攘激進派）中、也因為常進出長州藩邸、而對於長州的事情相當了解」、接下來則是「因為他本人說想要去長州、而想要脫藩並且去那邊探索著。說不定他真的會脫藩，但如果回來的話會有所用處吧」。5天後的西鄉書信中則是寫說「中村半次郎要去長州、但在邊界就被擋住而不能進去」、依當時的狀況、姑且不論京都藩邸知不知道、但薩摩藩士進入長州本国的事情是不可能被知道的。從此開始、讓桐野對長州相當同情並且也能窺見他有打算要策畫薩摩和長州的和解、但結局是長州爆發了禁門之變。而桐野在禁門之變中，因為是個薩摩藩兵，而不得不與長州陣營作戰。因此也讓他留下有積極與他們戰鬥和盡力避開戰鬥來幫助長州人等，正反不同的證言。
這年的11月26日、小松帶刀給大久保利通書信中，記有「中村半次郎對於加入兵庫入塾的事情感到不滿足」。總之他就是希望到神戶海軍操練所加以學習、但隔年因為操練所關閉、所以實際上他有沒有進去學習就不明了。
另外天狗黨之亂時、從單身前往偵察。
慶應元年（1865年）3月3日、從土佐脱藩的土方久元的『回天實記』中「中村半次郎來訪。這人是真正的正論家。對於響應討幕之義的事情也是最熱烈的」。
薩長同盟之後、他為了兩藩的親近而活動著、這時也與木戶孝允、品川弥二郎頻繁的往來。慶應3年（1867年）5月10日，與伊集院金次郎保護從馬關來的長州藩士山縣狂介・鳥尾小彌太到京都的薩摩屋邸（山縣有朋『葉櫻日記』）。同年秋天、大致上就是每天和數人一起巡邏京都、9月3日、與在薩摩藩做陸軍教練的公武合體派軍學者赤松小三郎在京都市中相遇、並且把他以幕府的密探在大白天暗殺掉。桐野因此得到「人斬半次郎」的稱號、但實際上很明顯是他暗殺的事件就只有這一件而已。還有、同年10月坂本龍馬被暗殺時、他不但親自搜索犯人還努力與海援隊・陸援隊連絡。
在幕末京都時代和他最親近的人、除了在伏見戰死的伊集院金次郎、在上野戰死的肝付十郎外、還有永山彌一郎、修正大政奉還建白書的中井弘（櫻洲）。

### 戊辰戰争・大總督府軍監
戊辰戰爭（明治元年、1868年）中、屬於城下一號小隊並且在伏見之戰的御香宮戰鬥、在立下戰功後，擔任小隊的小頭見習。然後在東征大總督府下参謀・西鄉隆盛率領東海道先鋒隊先發東上時、被拔擢為城下一號小隊隊長並且占領静岡・小田原等地。2月27日、西鄉派遣中村來到小田原的輪王寺宮公現法親王那邊、去尋問西上的事由並且讓他在聽從以後，使各藩兵加以撤退。以後、在静岡，擔任西鄉和山岡鐵舟會談時的護衛。接著來到江戶時、也擔任西鄉和勝海舟會談時的護衛、然後在與上野的彰義隊的戰鬥中，也參與由西鄉指揮的黑門口攻撃。這場戰爭後、在中村陪伴河野四郎左衛門從溫泉屋回到神田三河町時，被一刀流劍客鈴木隼人等3名刺客偷襲、他在斬殺1人後將他們加以擊退、但也失去左手中指和無名指
在養好傷後的8月21日、被西鄉推薦而擔任大總督府直屬軍監、並且被派遣率領鹿兒島・宇都宮2藩兵到藤原口（日光口）。9月1日到達大内、然後召開為了攻下會津若松的會議、會後中村被下令要進攻栃原。然後在經歷隔天到4日的關山之戰、9月5日到8日的若松南部之戰後，來到若松城近郊。9月10日、他與伊地知正治・板垣退助・山縣有朋開會並且指定攻城的分擔區域。這時、他所指揮的藤原口部隊被分配攻下城的西南部、但實際上這支部隊參加攻城戦則是在9月14日。9月22日、会津藩投降後的開城式中、擔任官軍代表來接收受城池。也因為這場戊辰戰爭戰功、後來被賞賜了200石的俸祿。

### 明治新政府・陸軍少將
明治2年（1869年）、鹿兒島常備隊被設立、桐野也成為第一大隊的隊長。明治4年（1871年）、預備廢藩置縣的西鄉隆盛率兵上京時、大隊也加以跟隨並且被編入御親兵、他也被任命為陸軍上校。7月、進昇為陸軍少將。明治5年（1872年）4月、被任命為鎮西鎮台（熊本鎮台）司令長官並且前往熊本赴任。因為這些經驗、在11月發佈徵兵令時，讓他因此受到批評（傳說桐野對新制軍隊，以「農民兵」的名稱來加以輕視、也有人認為他就是因為這樣而在西南戰爭時對敵軍太過大意）。同年7月、桐野前往北海道視察（樺山愛輔『父、樺山資紀』）、在回來後提出有在札幌設置鎮台的必要。這也成為以後設置屯田兵的源頭。明治6年（1873年）4月、轉任陸軍裁判所的所長。同年10月、因為明治六年的政變（俗稱征韓論），讓西鄉隆盛因此下野、他也隨即提出辭呈回鄉。

### 西南戰爭

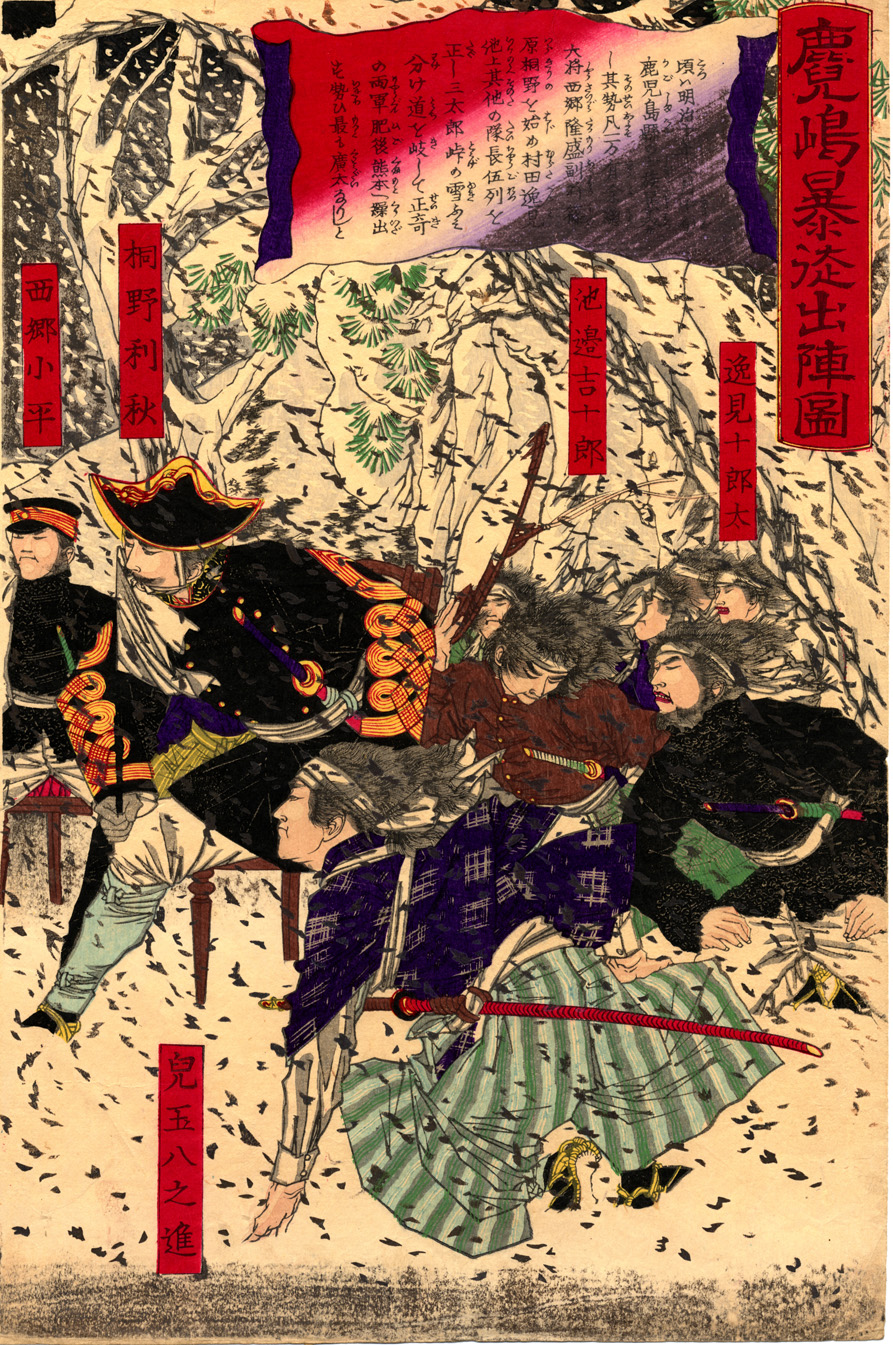
鹿児島暴徒出陣圖　月岡芳年畫

明治6年11月、回到鹿兒島的桐野、過著在鹿兒島郡吉田鄉本城村字宇都谷的久部山原野開墾的日子。明治7年（1874年）、因為辭職軍人的意見，於是為了鹿兒島青少年的教育而建立私学校、由篠原国幹負責槍隊学校、村田新八負責砲隊学校・賞典学校（幼兒学校）、桐野在隔年負責指導吉野開墾社並且努力於開墾事業。同年牡丹社事件後，石川縣士族石川九郎・中村俊次郎拜訪桐野並且尋問他關於明治六年政變及牡丹社事件的内情，而集結桐野回答的「桐陰仙譚」則留存在新聞『日本』以及『西南記傳』上巻。
明治10年（1877年）、2月6日、在聽到火藥庫襲撃事件・中原尚雄的西鄉刺殺計畫後，於私学校本校召開大會並且由桐野主導整場會議，最後則作出率領大軍北上的決定。為了出兵，而由池上四郎募兵、篠原國幹負責部隊編制、村田新八負責兵器的調度、永山彌一郎為新兵教練、桐野則是負責各種軍需品的收集調達。2月13日、進行大隊編制、一號大隊指揮長為篠原国幹、二號大隊指揮長為村田新八、三號大隊指揮長為永山彌一郎、五號大隊指揮長為池上四郎、六號・七行大隊連合指揮長則選任由別府晉介擔任、桐野則是為四號大隊指揮長兼總司令。
2月20日、先發的別府晉介的部隊到達川尻並且和熊本鎮台的偵察隊發生衝突、這也是西南戰爭的開始。22日，相繼到達的薩軍大隊對熊本鎮台進行包圍攻撃。桐野則與池上一起指揮正面軍、但因為熊本城相當堅固而無法快速攻下。因此本營軍議中，桐野・篠原的全軍攻城主張，與池上四郎・野村忍介・西鄉小兵衛提出的各種分別攻擊主張發生衝突而且雙方互不退讓、在軍議還在開會的期間、政府軍的第一旅團（野津鎮雄）・第二旅團（三好重臣）開始南下。為了應付這個行動、由池上負責包圍熊本城、永山控制海岸線、篠原（六箇小隊）前往田原、村田・別府（五箇小隊）前往木留、桐野自己帶領三箇小隊前往山鹿、對政府軍進行挾撃並且占領了高瀬、但因為後來雙方互有勝敗而使戰線陷入膠着。
3月20日的田原之戰、4月8日的安政橋口之戰遇敗後、4月14日、薩軍（包含黨薩各派）只好解除對熊本城的包圍並且退到木山、桐野則負責殿後並且指揮撤退軍到二本木。4月21日、薩軍撤退到矢部濱町、西鄉・桐野・村田・池展開軍議並且決定觀察時機來改變攻勢。4月27日、西鄉退到人吉、桐野則退到江代並且再次召開軍議來決定各方面的部署、然後派遣新編制的中隊到各地去。以後暫時由桐野在人吉本営指揮、但在看到戰況不利後、立刻率軍到宮崎、5月28日、將宮崎支廳改稱為軍務所並以此為根據地。人吉眼見即將陥落、於是由池上護衛西鄉並將他迎來這裡。在這裡作為桐野命脈的軍票（西鄉札）被發行、要來嘗試填補窘困的軍隊財政。
6月、桐野在宮崎本営指揮諸軍。7月24日村田指揮部隊在都城大敗、7月25日開始的宮崎之戰到31日遇敗、桐野追隨西鄉到達高鍋。8月1日、桐野在佐土原遇敗、政府軍占領宮崎。8月2日在高鍋遇敗。8月3日、桐野在平岩、村田在富高新町、池上在延岡指揮諸軍、但在美美津之戰戰敗。8月13日、14日、桐野・村田・池上部署延岡進撃並且在本道指揮、在延岡之戰中被第二旅團、第三旅團、第四旅團、新撰旅團和第一旅團所敗、於是只好總撤退到和田峠。
8月15日、以和田峠為中心布陣、並且嘗試與政府軍進行西南之戰中最後的大戰。早上、西鄉隆盛自己和桐野・村田・池上・別府一起到和田峠頂上指揮、但又大敗而無法收復延岡、因而退到長井村。追擊的政府軍也在此設下了長井包圍網。8月17日夜12時時、跟隨西鄉、要從可愛嶽（えのたけ）加以突圍。突圍軍擁有精兵300～500名、前軍為河野主一郎・邊見十郎太、中軍為桐野・村田新八、後軍為中島健彦・貴島清率領、池上和別府則率領約60名士兵保護西鄉。之後、從宮崎・鹿児島的山岳走上十多天、經由三田井回到鹿兒島。
9月1日、突圍的薩軍進入鹿兒島並且占領城山。一時、薩軍控制了鹿兒島城下的大部分、但後被上陸的政府軍在9月3日搶回城下的大部分、9月6日包圍了整個城山。9月19日、山野田一輔・河野主一郎瞞著桐野以西鄉救命的軍使身分前往参軍川村純義那邊、據說因此激怒了桐野。 9月24日、政府軍對城山進行總攻撃時、西鄉隆盛・桐野・桂久武・村田新八・池上四郎・別府晉介・邊見十郎太等40多名士兵在洞前排隊、向岩崎口進撃。途中西鄉中彈、而在島津應吉久能邸門前由別府介錯來自殺、看到西鄉自殺樣子的桐野再次進撃、並且與岩崎口的軍隊交戰、但是身旁的人一個一個倒下，但桐野依然奮戰，最後因為額頭中彈戰死，得年40歲。

## 登場作品
小說
- 桐野利秋身上噺（石川和助出版、田中正治郎編）
- 宛如飛翔（文藝春秋、司馬遼太郎著）
- 人斬半次郎（角川書店、池波正太郎著）
- 桐野利秋：平行青雲（三一書房、三好徹著）
- 薩南之鷹：人斬半次郎異傳（富士見書房、廣瀨仁紀（日语：広瀬仁紀）著）
- 我是半次郎（德間書店、南條範夫（日语：南條範夫）著）
- 人斬的劍奥義（新潮社、津本陽（日语：津本陽）著）
- 半次郎之腕（角川書店、羽山信樹（日语：羽山信樹）著）
- 香水（講談社、東鄉隆（日语：東郷隆）著）

影視劇
- 桐野利秋（1925年、蘆屋電影（日语：アシヤ映画）、演：市川百百之助（日语：市川百々之助））
- 維新之曲（日语：維新の曲）（1942年、大映、演：岩國勝）
- 大村益次郎（1942年、新興、演：原聖四郎）
- 新選組始末記（日语：新選組始末記#テレビドラマ（1961年））（1961年、TBS、演：淺香春彥（日语：浅香春彦））
- 新選組血風錄 近藤勇（1963年、東映、演：小田部通麿）
- 西鄉隆盛（1963年、NHK、演：南道郎）
- 風雲兒半次郎（日语：風雲児半次郎）（1964年、MBS、演：城健三朗）
- 新選組血風錄（日语：新選組血風録 (テレビドラマ)#1965年版）（1965年、NET、演：高木均）
- 三姊妹（日语：三姉妹）（1967年、NHK大河劇、演：米倉齊加年（日语：米倉斉加年））
- 龍馬來了（1968年、NHK大河劇、演：橋本功）
- 勝海舟（日语：勝海舟 (NHK大河ドラマ)）（1974年、NHK大河劇、演：清水綋治）
- 龍馬暗殺（日语：竜馬暗殺）（1974年、ATG、演：外波山文明）
- 幕末群英傳（1974年、松竹、演：緒形拳）
- 花神（日语：花神 (NHK大河ドラマ)）（1977年、NHK大河劇、演：速水亮）
- 捨生忘利：西鄉隆盛傳（1977年、TBS、演：大門正明）
- 龍馬來了（日语：竜馬がゆく#1982年版）（1982年、TX、演：宮口二郎）
- 大奧（1983年、KTV、演：松方弘樹）
- 田原坂（日语：田原坂 (テレビドラマ)）（1987年、NTV、演：勝野洋）
- 勝海舟（日语：勝海舟 (1990年のテレビドラマ)）（1990年、NTV、演：潮哲也）
- 宛如飛翔（1990年、NHK大河劇、演：杉本哲太）
- 幕末純情傳（日语：幕末純情伝）（1991年、松竹、演：伊藤敏八）
- 新選組血風錄（日语：新選組血風録 (テレビドラマ)#1998年版）（1998年、ANB、演：原田大二郎）
- 大奧（2003年、CX、演：木下鳳華（日语：木下ほうか））
- 半次郎（日语：半次郎）（2010年、JFDB、演：榎木孝明）
- 新選組血風錄（日语：新選組血風録 (テレビドラマ)#2011年版）（2011年、NHK-BS、演：志村東吾）
- 八重之櫻（2013年、NHK大河劇、演：三上市朗）
- 西鄉殿（2018年、NHK大河劇、演：大野拓朗）
- 幕末相棒傳（日语：相棒_(五十嵐貴久の小説)#テレビドラマ）（2022年、NHK、演：奧野瑛太（日语：奥野瑛太））

舞台劇
- 當世五人男（1877年、演：坂東彥三郎（日语：坂東彦三郎 (5代目)））
- 西南雲晴朝東風（1878年、演：市川左團次（日语：市川左團次 (初代)））
- 賊將：桐野利秋（1959年、演：辰巳柳太郎）
- 西鄉與豚姬（2003年、演：中村橋之助（日语：中村橋之助 (3代目)））
- 起舞櫻華（2016年、寶塚星組公演、演：北翔海莉）
- 瞑狼黑鴨（2016年、天王洲銀河劇場（日语：天王洲銀河劇場）、演：松田凌（日语：松田凌））
- 京的螢火（2017年、明治座、演：渡邊大輔）

## 外部連結
- 西南戰爭薩軍將士列傳 / 桐野利秋傳